# 登龍亭獅鉄
登龍亭 獅鉃（とうりゅうてい してつ、1990年1月12日 - ）は、岐阜県大垣市出身の落語家・俳優。名古屋市中村区在住。本名∶稲垣 僚祐。

## 経歴
岐阜聖徳学園大学付属高等学校卒業。名城大学人間学部人間学科卒業。
2018年11月26日、雷門獅篭に入門。「字音亭ザク」と命名される。
2019年1月26日、ソーネおおぞねで行われた第1回大曽根獅篭の会において「道灌」で初高座。2月28日「雷門獅鉃」と改名する。（大須赤門28寄席において改名式を行う）3月1日より大須演芸場へ楽屋入りし、5月2日より大須演芸場定席興行で開演時刻より前に高座に上がる（以後毎月）。
2020年4月1日、師匠らとともに亭号を登龍亭に改め「登龍亭獅鉃」。2020年11月、ステージ上の登龍亭獅篭からあと1年で年季明け（2021年11月？）と告げられた。
2021年11月6・7日、 大須演芸場で年季明け披露公演を行う。

## 芸歴
- 2018年11月∶雷門獅篭に入門、「字音亭ザク」となる。
- 2019年
  - 1月∶初高座。演目は「道灌」。
  - 2月28日∶「雷門獅鉃」と改名。
  - 3月1日∶大須演芸場楽屋入り。
- 2020年4月∶師匠らとともに亭号を登龍亭に改める。
- 2021年11月∶年季明け、大須演芸場定席興行で年季明け披露[3]。
- 2023年6～7月:名古屋市16区落語ツアーを敢行

## 受賞・大会参加等
- 2017年、第4回名古屋演劇杯「大賞」受賞、最優秀俳優賞受賞（作品名「レールステージ2017」）
- 2018年、G/pitチャレンジフェスティバル2018優勝（作品名「中村仲蔵」）。

登龍亭獅鉃として
- 2022年1月 「登龍亭獅鉃 らくご芝居 新「中村仲蔵」」の成果により、名古屋市民芸術祭2021伝統芸能の部 特別賞（チャレンジ賞）受賞[4]。
- 2022年1月 R1グランプリ1回戦（大阪）突破[5]。2回戦敗退。
- 2023年1月 R1グランプリ1回戦（大阪）突破。2回戦敗退。
- 2023年度NHK新人落語大賞に、桂小文吾（7代目）と共に東京・大阪以外の落語家として初めて一次予選（映像審査）に参加した。
- 2024年度NHK新人落語大賞に参加、映像での一次予選を通過して東京で二次予選に参加した。

## 人物
元鉄道マン。獅鉄の「鉄」の字は、本人曰く「鉃」（鉄道会社出身のため)。金を失う鉄より金が矢のように入ってるという縁起担ぎのため、獅鉃と書いている。正確な決まりは無い。
自他ともに認める鉄道マニア（乗り鉄）であり、趣味と実益を兼ねた鉄道落語を作成、口演している。
見習いから前座の期間に、同一師匠門下で師匠を怒らせるなどのしくじりなどをしたわけではないにもかかわらず、名前を計3回変更するという異例の記録を持っている。
名城大学では鉄道研究会と落語研究会に所属しており、高座名「名城亭龍燃」高座名の由来は留年しそうだったから。
演劇活動では名城大学演劇サークル、劇団獅子OB。学生時代より出演と裏方の両方で活動。社会人になってからは、雷門福三（当時）が主宰する「名古屋はいゆう寄席」に高座名「名古屋亭龍燃」として参加していた。
趣味としてアマチュア時代から世界コスプレサミットに毎年参加している。キャラクター名は宮崎駿。宮崎のコスプレ姿で2022年11月のジブリパークのオープン初日に訪れて入場を断られた（その後、服装を改めて無事入場できた）。
2020年、防災士を取得。防災の啓蒙普及を兼ねて防災落語を始める。2023年にはペット防災の資格を取得した。

## 演目
- 古典落語「つる」「やかん」「寿限無」「狸の札」「真田小僧」「子ほめ」「道灌」「一目上がり」「大安売り」「豆や」「孝行糖」「饅頭怖い」「井戸の茶碗」「茶の湯」「時そば」「尼恋」「初天神」「元犬」「犬の目」「道具や」「天災」「権兵衛狸」「牛ほめ」「勘定板」「蒟蒻問答」「太陽の家」他
- 講談演目「難波戦記～真田幸村の大阪入城～」「宇治川の先陣争い」「酒井の太鼓」「俵星玄蕃」「お岩様誕生」（旭堂左南陵より）
- 古典落語に合わせて創作落語・（鉄道落語、防災落語）も手掛ける。
  - 鉄道落語「東海道新幹線戦国絵巻」「青春のきっぷ」「シンナゴヤ」「ドクターイエロー」「青春１８きっぷ部」「テツハラ」「時刻表こわい（饅頭怖い 改作）」「転轍機（転失気 改作）」「トキ（つる 改作）」「初車両基地（初天神 改作）」「一駅上がり（一目上がり 改作）」「テツの茶碗（井戸の茶碗 改作）」「金欠特急オカネガナイナー」「南海戦記、ラピート関空入線（鉄道講談）」「宇治川のヒットチャート争い（鉄道講談）」他
  - 「仁義なき水族館～東海死闘篇～（獅篭との合作）」「歩きスマホ教」「3分でわかるジブリ映画のすべて」「道クイーン(道灌 改作)」「テレビ俳優」「1分でわかる世界の昔話のすべて」「龍馬の女」「都道府県47」「夢と魔法の国」「先取り屋」「ようこそ岐阜へ」「とりあえZOO」「輪廻テーション」「画面の向こう」「ペーパーウェイト卿」「サイキン研究者」「うだつの街並み」「中島みゆちね（たらちね 改作）」「お福清蔵（獅篭作）」「テーマパーク盛衰記（新作講談）」他
  - 防災落語「AED」「防災ほめ」「感じがいい」他

## 落語会ツアー
- 登龍亭獅鉄 名古屋市全16区らくごツアー「センチメンタルジャーニー～シテツはまだ16区だから～」（名古屋市全16区、23公演）

- 登龍亭獅鉄 西日本らくごツアー2023夏（1府4県、6公演）
- 登龍亭獅鉄 西日本らくごツアー2023冬（1府2県、3公演）
- 登龍亭獅鉄 西日本らくごツアー2024（4県、4公演）
- 登龍亭獅鉄 「愛知岐阜三重 だいたい三分の一らくごツアー2024 ～壊れるほど噺しても３分の１も伝わらない～」（4県28市、4町、39公演）
- 登龍亭獅鉄 名古屋市全16区らくごツアー「センチメンタルジャーニー2024～シテツはまだ16区だから～」（名古屋市全16区）

## 出演

### テレビ
- データで解析！サンデージャーナル「愛知県内で徹底調査！「鉄道駅」のナゾに迫る」（2021年11月21日、テレビ愛知）
- さらさらサラダ（2023年12月12日、NHK総合（名古屋放送局・東海北陸））
- ぐるっと！「発掘アーカイブス in 愛知・一宮市」（2024年11月21日、NHK総合（名古屋放送局・東海北陸））[注釈 1]

### 舞台
- サスガノ企画「もしラジ」(2019年5月16日～19日、G/pit）

- 名古屋市民芸術祭2021年参加作品 登龍亭獅鉃らくご芝居「新・中村仲蔵」(2021年11月26日〜27日、G/pit)